# Johna Stewart-Bowden
Johna Stewart-Bowden (San Diego (Californië), 6 mei 1979), geboren als Johna Nicole Stewart, is een Amerikaanse actrice.

## Carrière
Bowden begon in 1984 met acteren in de film Irreconcilable Differences. Hierna heeft ze nog meerdere rollen gespeeld in televisieseries en films zoals Beverly Hills, 90210 (1997) en Pacific Blue (1996-1998).

## Filmografie

### Films
- 1998 Young Hercules – als Yvenna de blonde
- 1997 Address Unknown – als Tarra Janes
- 1996 Galgameth – als Julia
- 1994 Murder or Memory: A Moment of Truth Movie – als Sally Frawly
- 1992 Ladybugs – als Sally Anne Welfelt
- 1991 Don’t Touch My Daughter – als Erin Fisher
- 1988 The Creation – als stem
- 1984 Irreconcilable Differences – als kleine Casey

### Televisieseries
Uitgezonderd eenmalige gastrollen.
- 1996 – 1998 Pacific Blue – als Jessie Palermo – 6 afl.
- 1997 Beverly Hills, 90210 – als Erica McKay – 3 afl.